# Дедеоглу, Тимофей Владимирович
Тимофей Владимирович Дедеоглу (4 марта 1898, Тифлис — 3 июля 1990, Одесса) — советский военный деятель, генерал-майор (27 марта 1942 года).

## Начальная биография
Тимофей Владимирович Дедеоглу родился 4 марта 1898 года в Тифлисе.
Работал рабочим-котельщиком на судостроительном заводе Русского общества пароходства и торговли в Одессе.

## Военная служба

### Гражданская война
10 марта 1919 года призван в ряды РККА и направлен в 1-й Вознесенский кавалерийский полк Н. А. Григорьева, после чего принимал участие в боевых действиях против вооружённых формирований под командованием С. В. Петлюры в районе Одессы и Тирасполя. Вскоре служил в составе отряда по борьбе с контрреволюцией и кулацкими восстаниями при ревтрибунале 45-й стрелковой дивизии, в конной разведке 397-го стрелкового полка этой же дивизии, командиром взвода 2-го кавалерийского полка бригады Г. И. Котовского, в составе которого участвовал в боях в районе Петрограда против войск под командованием генерала Н. Н. Юденича, а с декабря 1919 года — на Южном фронте против войск под командованием генерала А. И. Деникина в районе Брянска, Полтавы, Екатеринослава, Одессы и Тирасполя.
В мае 1920 года назначен на должность командира взвода в составе 116-го кавалерийского полка (41-я стрелковая дивизия), после чего принимал участие в ходе советско-польской войны, а затем — в боях против войск под командованием П. Н. Врангеля в районе Бреславля и Каховки.
В сентябре 1920 года Т. В. Дедеоглу направлен на учёбу в Харьковскую школу червонных старшин, курсантом которой участвовал в боевых действиях против вооружённых формирований под командованием Н. И. Махно в Полтавской губернии и отрядов Ю. Тютюнника в районе Каменец-Подольского.

### Межвоенное время
После окончания школы в марте 1922 года оставлен в ней курсовым командиром взвода. В сентябре 1924 года переведён в 3-ю Бессарабскую кавалерийскую дивизию, в составе которой служил на должностях командира взвода, командира и политрука эскадрона, начальника-политрука полковой школы, начальника химической службы полка и помощника командира полка по хозяйственной части.
В августе 1937 года майор Т. В. Дедеоглу назначен на должность начальника 121-го управления военного строительства в Бердичеве, а в апреле 1938 года — на должность командира 28-го кавалерийского полка в составе 5-й Ставропольской кавалерийской дивизии, после чего участвовал в ходе походов в Западную Украину и Бессарабию.
В 1940 году окончил кавалерийские Краснознамённые курсы усовершенствования командного состава РККА в Новочеркасске.
10 апреля 1941 года назначен заместителем командира по строевой части 230-й стрелковой дивизии, а 14 июня — заместителем командира по строевой части 162-й стрелковой дивизии.

### Великая Отечественная война
С началом войны полковник Т. В. Дедеоглу направлен в Сибирский военный округ и 5 июля 1941 года назначен на должность командира 49-й кавалерийской дивизии, которая в августе была передислоцирована на Юго-Западный фронт, после чего вела боевые действия в районе Лисичанска, Верхнего, Пролетарской, на реке Северский Донец, и затем у Павлограда и Краснограда.
В апреле 1942 года направлен на учёбу на ускоренный курс при Высшей военной академии имени К. Е. Ворошилова, после окончания которой в ноябре того же года назначен на должность заместителя командира 2-го гвардейского кавалерийского корпуса, который в составе 20-й армии (Западный фронт) принимал участие в ходе рейда по тылам противника в районе Ржева. В конце января — начале февраля 1943 года корпус передислоцирован на Центральный фронт, после чего вёл наступательные боевые действия на орловско-брянском направлении, а затем — в Орловской и Брянской наступательных операциях, битве за Днепр в районе м. Лось, в Гомельско-Речицкой и Калинковичско-Мозырской наступательных операциях.
7 июля 1944 года генерал-майор Т. В. Дедеоглу назначен на должность командира 84-й кавалерийской дивизии (Приморская группа войск, Дальневосточный фронт), которая во время советско-японской войны принимала участие в ходе Маньчжурской наступательной операции, освобождении городов Линькоу и Муданьцзян.

### Послевоенная карьера
После окончания войны находился на прежней должности.
В январе 1946 года назначен на должность инспектора кавалерии Северной группы войск, в декабре того же года — на должность начальника Терского военно-конного завода. 4 мая 1948 года уволен в запас, после чего продолжил работать директором Терского конного завода Министерства сельского хозяйства СССР. Приказом военного министра СССР от 3 мая 1952 года восстановлен в кадрах Советской армии и утвержден в должности начальника Терского военного конного завода Военного министерства.
Генерал-майор Тимофей Владимирович Дедеоглу 8 августа 1953 года повторно уволен в запас. Умер 3 июля 1990 года в Одессе.

## Награды
- Орден Ленина (21.02.1945);
- Пять ордена Красного Знамени (27.12.1941, 19.04.1943, 16.09.1943, 03.11.1944, 21.08.1953);
- Орден Суворова 2 степени (26.08.1945);
- Два ордена Отечественной войны 1 степени (03.04.1944, 06.04.1985);
- Медали.